# Mafra (ort)
Mafra är en ort i Brasilien.   Den ligger i kommunen Mafra och delstaten Santa Catarina, i den södra delen av landet, 1 200 km söder om huvudstaden Brasília. Mafra ligger 806 meter över havet och antalet invånare är 40 081.
Terrängen runt Mafra är platt. Mafra är det största samhället i trakten.
I omgivningarna runt Mafra växer huvudsakligen savannskog. Runt Mafra är det ganska tätbefolkat, med 60 invånare per kvadratkilometer.